# Madré
Madré ist eine französische Gemeinde mit 284 Einwohnern (Stand: 1. Januar 2022) im Département Mayenne in der Region Pays de la Loire; sie gehört zum Arrondissement Mayenne und zum Kanton Villaines-la-Juhel. Die Einwohner werden Madréens genannt.

## Geographie
Madré liegt etwa 37 Kilometer nordöstlich der Stadt Mayenne. Der Fluss Mayenne begrenzt die Gemeinde im Norden, in den hier sein Zufluss Anglaine einmündet. Umgeben wird Madré von den Nachbargemeinden Méhoudin im Norden, Saint-Ouen-le-Brisoult im Norden und Nordosten, Neuilly-le-Vendin im Osten und Nordosten, Javron-les-Chapelles im Süden und Südosten, Chevaigné-du-Maine im Süden und Südwesten sowie Saint-Julien-du-Terroux im Westen und Nordwesten.

## Bevölkerungsentwicklung
| 1962                       | 1968 | 1975 | 1982 | 1990 | 1999 | 2006 | 2019 |
| -------------------------- | ---- | ---- | ---- | ---- | ---- | ---- | ---- |
| 575                        | 521  | 488  | 375  | 362  | 356  | 357  | 291  |
| Quellen: Cassini und INSEE |      |      |      |      |      |      |      |

## Sehenswürdigkeiten
- Kirche Saint-Maurice, Ende des 19. Jahrhunderts erbaut
- Schloss Vaugeois aus dem 15. Jahrhundert

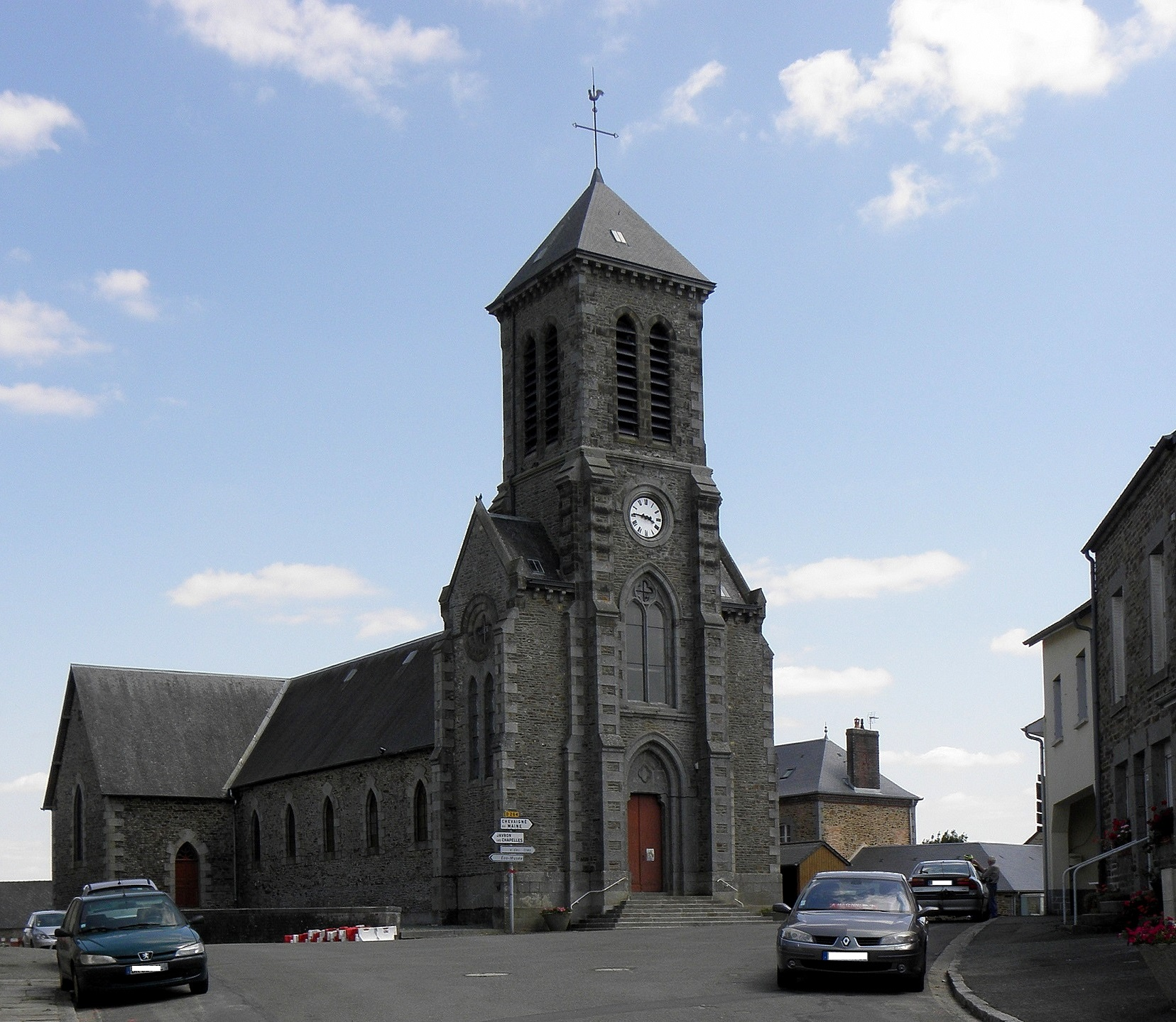
Kirche Nativité-de-la-Sainte-Vierge

- Écomusée